# Geay (Charente Marittima)
Geay /ʒɛ/ è un comune francese di 683 abitanti situato nel dipartimento della Charente Marittima nella regione della Nuova Aquitania.

## Società

### Evoluzione demografica
Abitanti censiti